# بتانکوریا
بتانکوریا ((به اسپانیایی: Betancuria)) یک شهر کوچک و یک ناحیه شهری در بخش غربی جزیره فوئرته‌ونتورا واقع در جزایر قناری، استان لاس پالماس در کشور اسپانیا است. این شهر در سال ۲۰۱۳ جمعیتی برابر با ۸۱۱ نفر داشت. و مساحت آن ۱۰۳٫۶۴ کیلومتر مربع (۴۰ مایل مربع) می‌باشد. این شهر در منطقه ای کوهستانی، در ۴ کیلومتری (۲ مایلی) غرب آنتیگوا و ۲۱ کیلومتری (۱۳ مایلی) جنوب غربی پایتخت جزیره
پوئرتو دل رساریو واقع شده است. از نظر جمعیت، این کوچک‌ترین بخش شهری در فوئرته‌ونتورا و همچنین در تمام جزایر قناری است. بتانکوریا به افتخار ژان دو بتنکور، که در سال ۱۴۰۴ با گادیفر دو لا سال، این شهر را تأسیس نمودند، نامگذاری شده است. این شهر پایتخت پادشاهی جزایر قناری و بعداً مرکز جزیره فوئرته‌ونتورا بود.

## آلبوم عکس

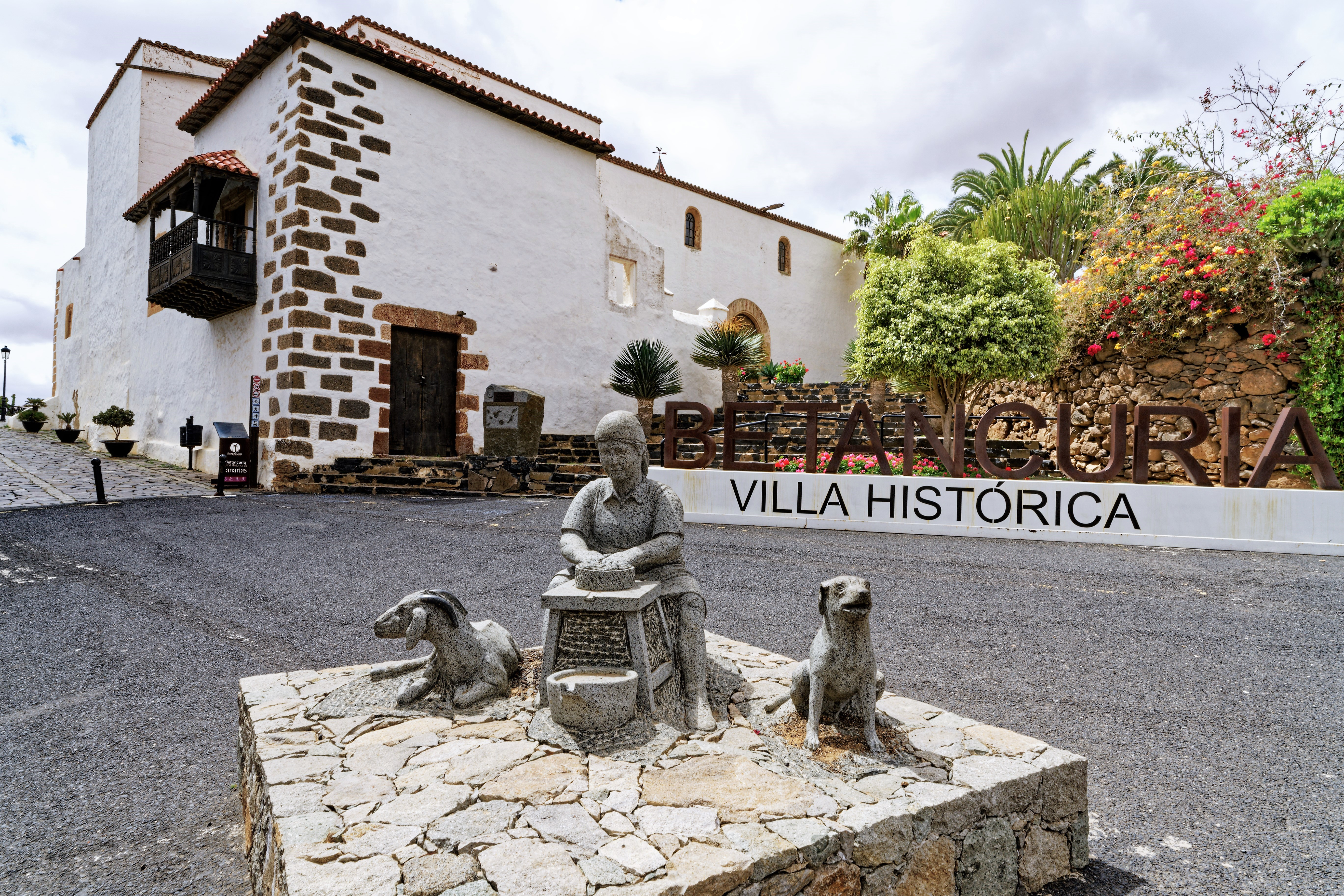
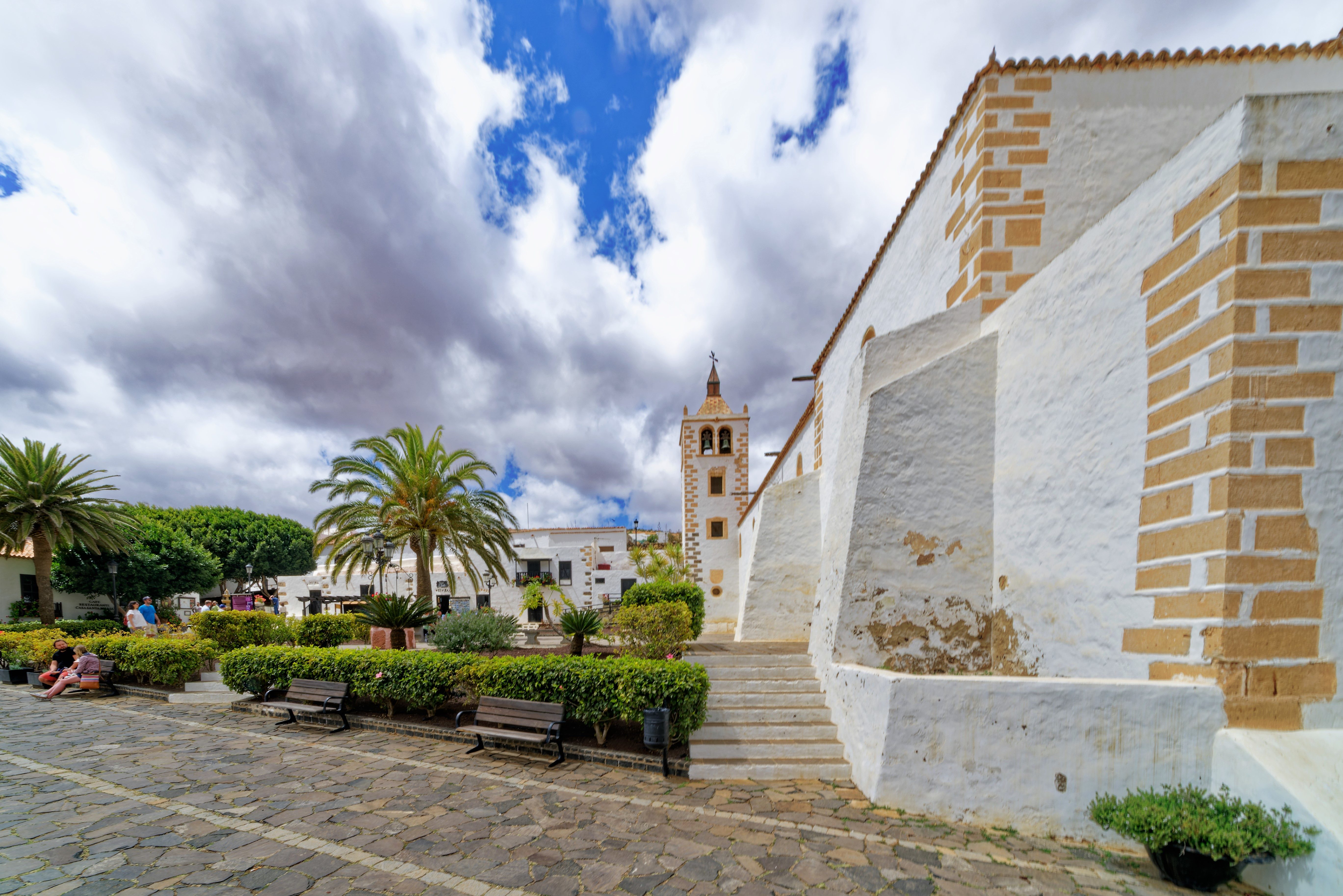
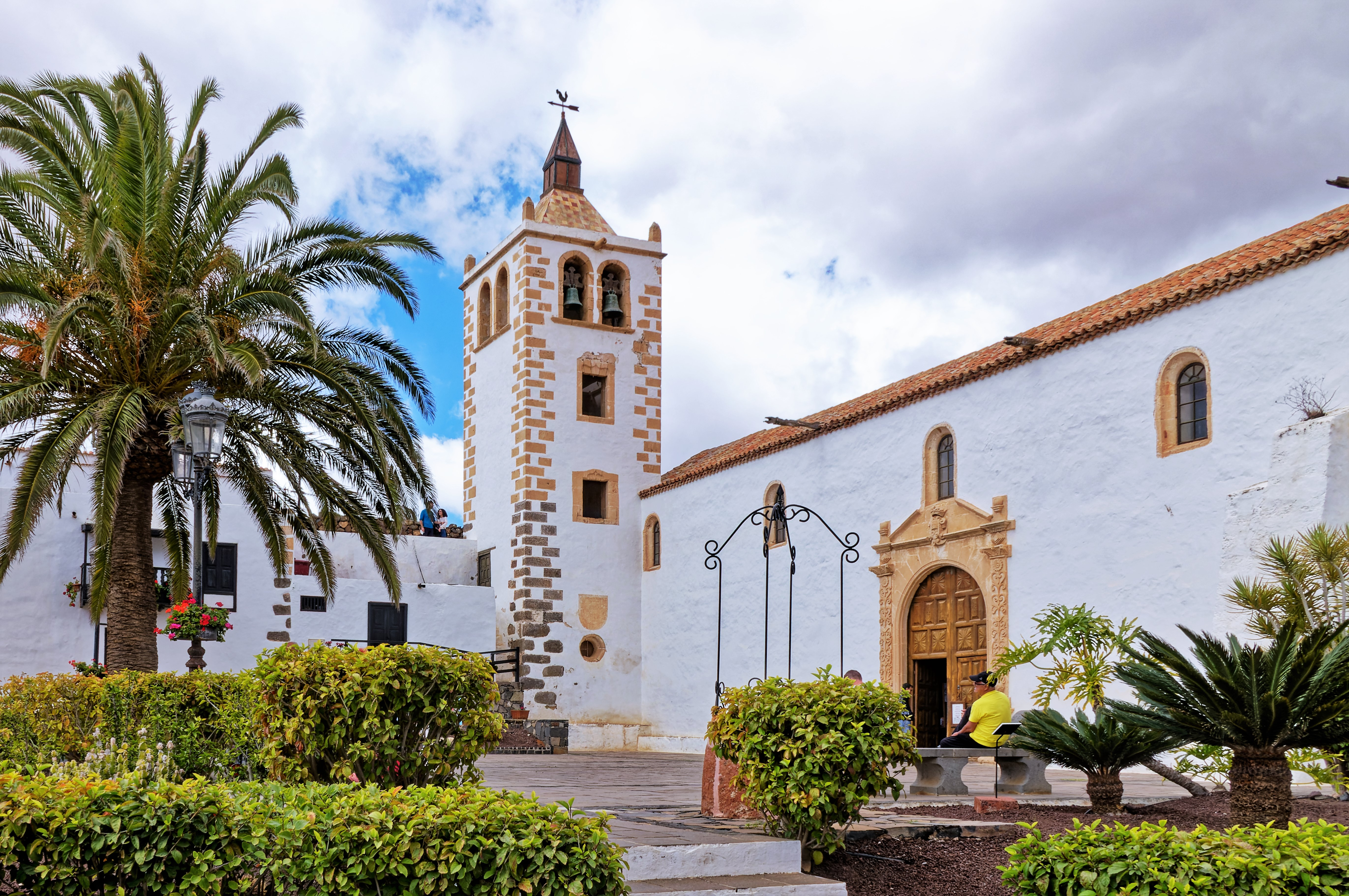
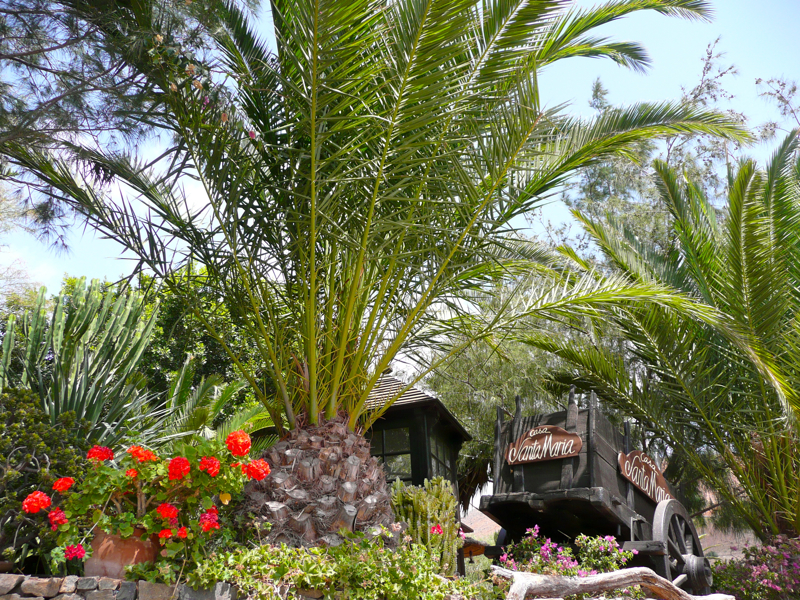
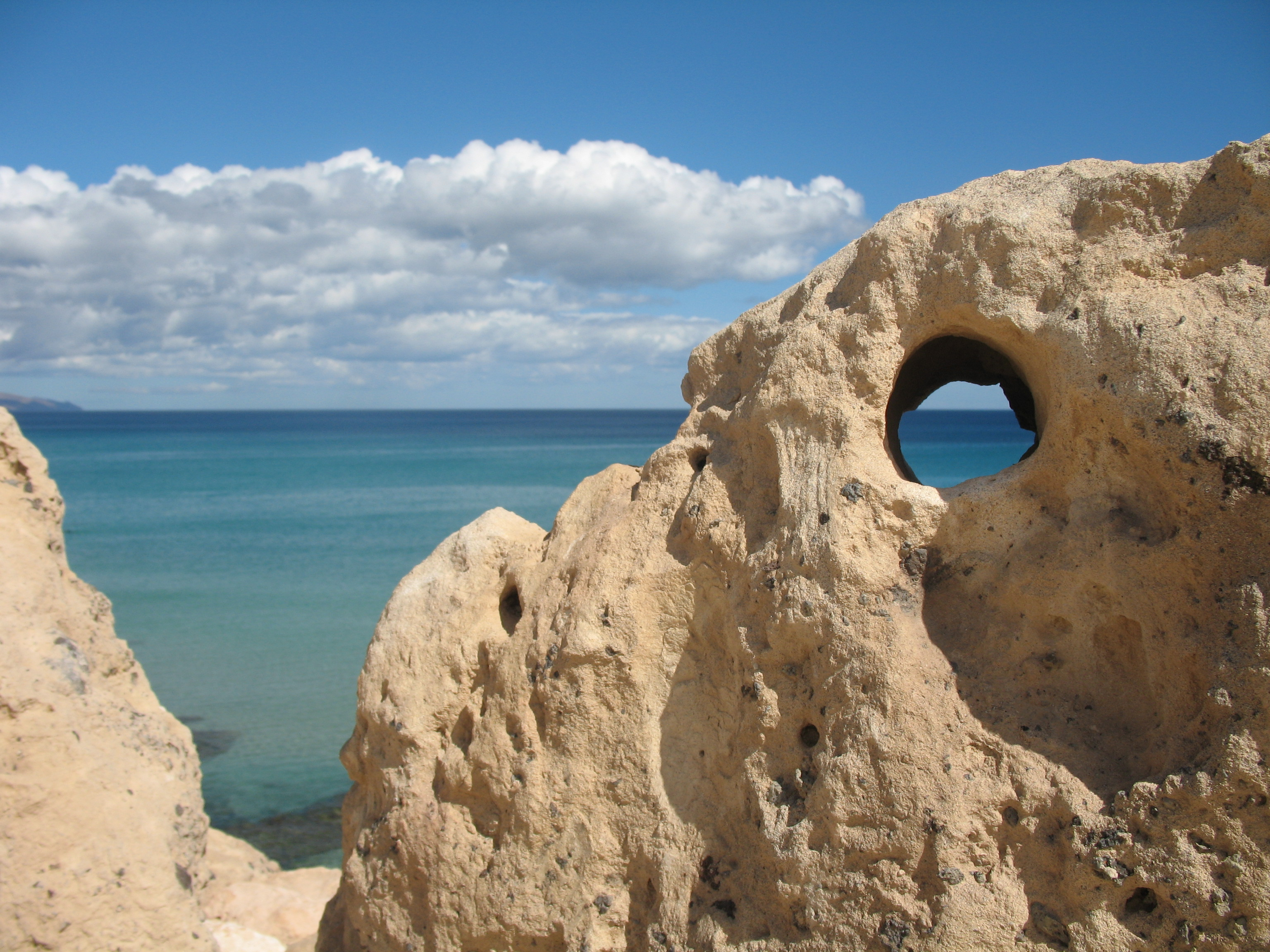
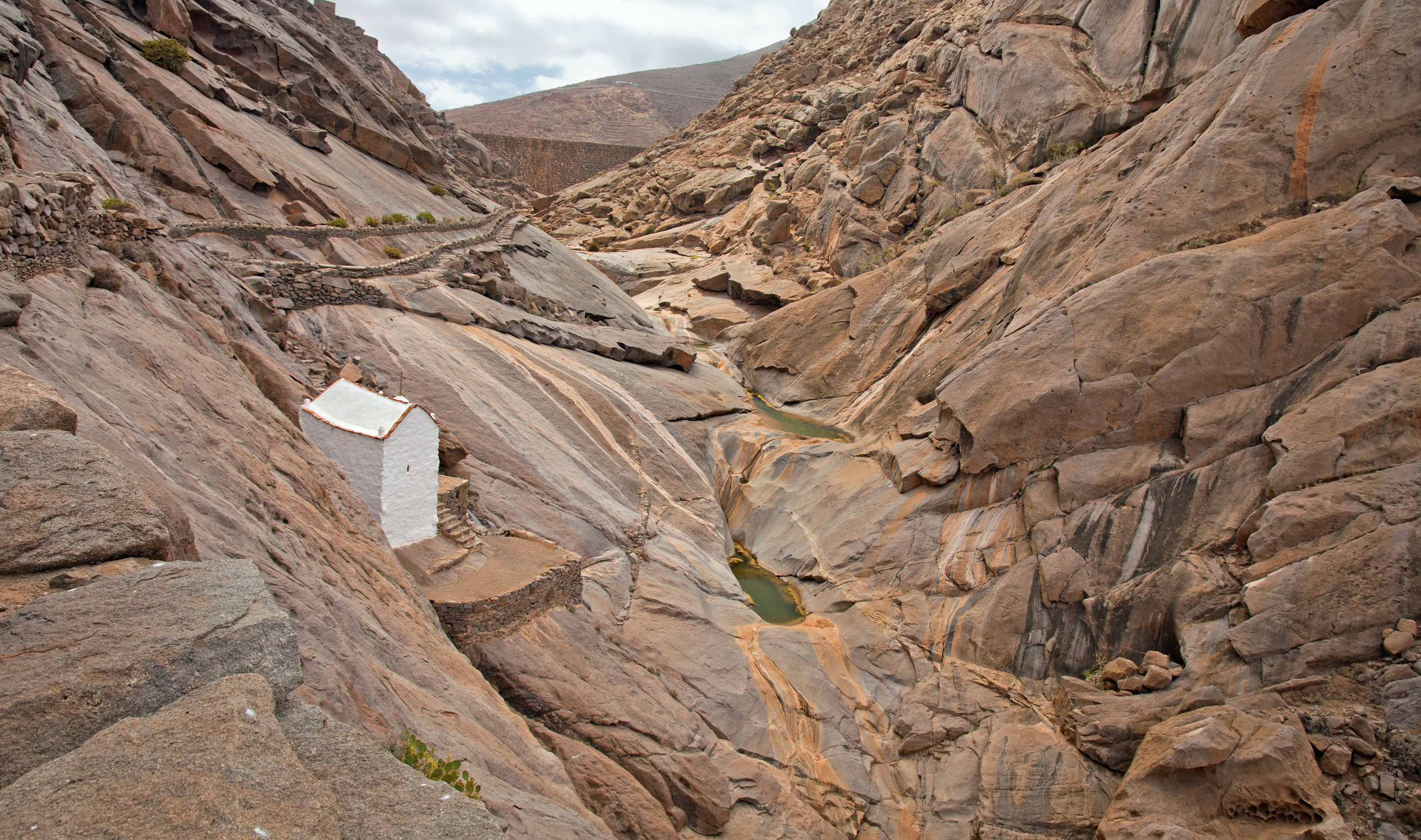
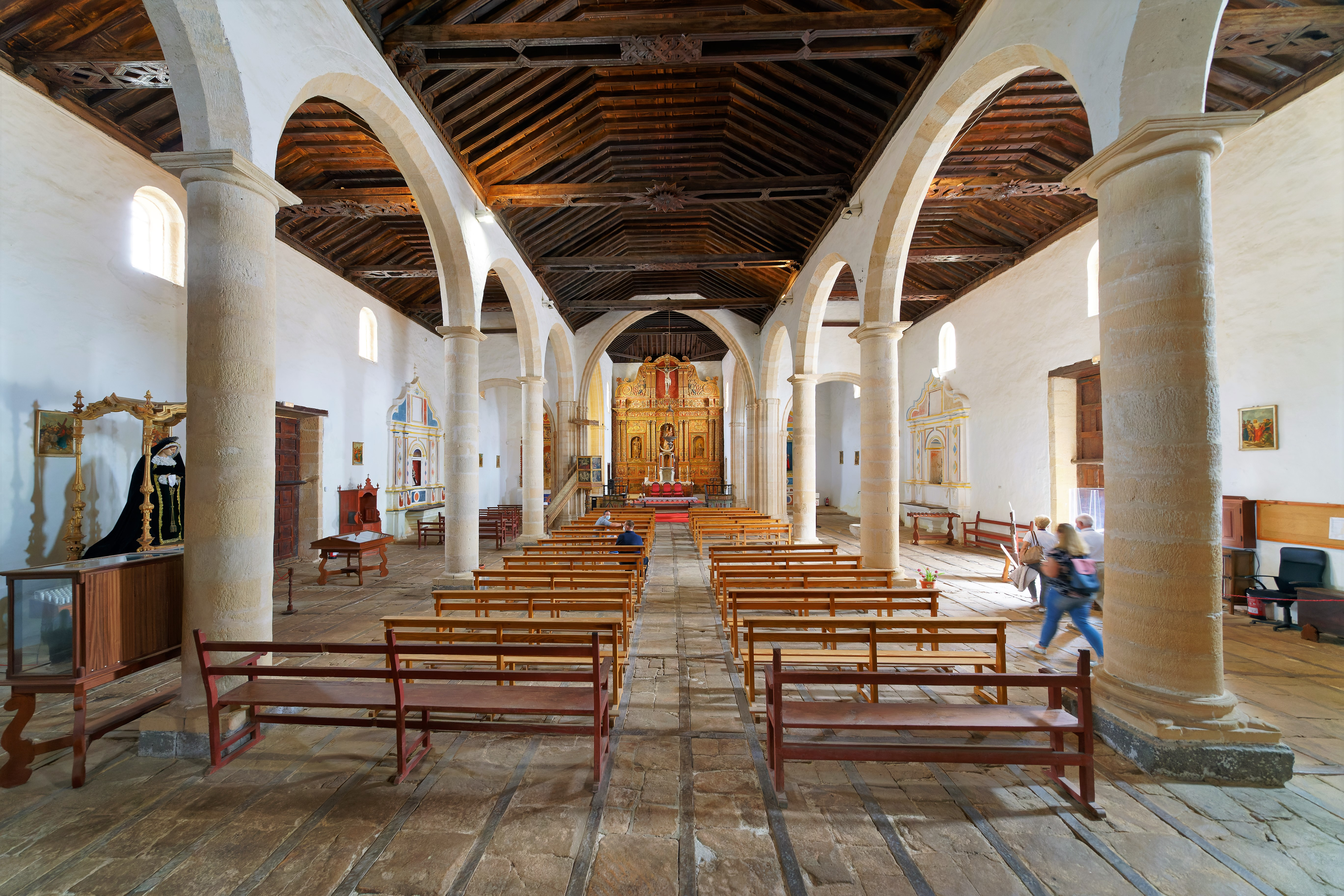